# I Wonder If Heaven Got a Ghetto
«I Wonder If Heaven Got a Ghetto» — дебютний сингл з першого посмертного студійного альбому американського репера Тупака Шакура R U Still Down? (Remember Me). Оригінал є бісайдом на окремку «Keep Ya Head Up».
Платівка містить дві версії: OG Vibe (рімейк оригіналу, де використано однаковий семпл), хіп-хоп ремікс (записаний для альбому під час перебування на Death Row). Обидві відрізняються від оригіналу. Частини тексту пізніше використали у пісні «Changes» з компіляції Greatest Hits (1998).
Nas засемплував «I Wonder If Heaven's Got a Ghetto» на «Black President» зі свого альбому без назви 2008 року. Рядок «And though it seems heaven sent/We ain't ready to have a black president» звучить у приспіві.

## Відеокліп
Режисер: Лайонел К. Мартін. Зйомки відбулись 14-15 липня 1997. Кліп показано від першої особи. Після стрілянини репер потрапляє до жіночого монастиря у вигаданому Рукасі, штат Нью-Мексико (Rukahs — Skakur задом наперед). Номерний знак авта старого, куди сідає Тупак: 61671, що є покликанням на уродини артиста, 16 червня 1971. Потім він заходить з дівчиною до номера 7. Годинник на задньому плані в перекусній Amaru, яку відвідує репер, показує 4:03, офіційний час смерті Шакура. На 4:03 репер також з'являється у кадрі.
У перші 5 секунд з гелікоптера чутно «…rapper Tupac Shakur shot multiple times». У відео є кілька помітних постатей. Мати Тереза сідає на автобус, де вже є Джимі Гендрікс, Мартін Лютер Кінґ-молодший, член Партії чорних пантер, Елвіс Преслі. У барі на піаніно грає Рей Чарлз.

## Список пісень
1. «I Wonder If Heaven Got a Ghetto» (Soulpower Hip Hop Radio Mix) — 4:15
2. «I Wonder If Heaven Got a Ghetto» (Instrumental) — 4:15
3. «I Wonder If Heaven Got a Ghetto» (Soulpower Album Mix) — 4:20
4. «When I Get Free» (Album Version) — 4:46

## Чартові позиції
| Чарт (1998)                               | Найвища позиція |
| ----------------------------------------- | --------------- |
| Велика Британія (Official Charts Company) | 21              |
| Нова Зеландія (RIANZ)                     | 11              |
| США (Billboard Hot 100)                   | 67              |
| США (Hot R&B/Hip-Hop Songs) (Billboard)   | 14              |